# Libertas Brindisi 1973-1974
La Libertas Brindisi 1973-1974, prende parte al campionato italiano di Serie B, girone C a 12 squadre. Chiude la stagione regolare al terzo posto con 15V e 7P, 1711 punti segnati e 1528 subiti.

## Storia
Dopo 20 anni di fedele militanza alla Libertas, sia in veste di giocatore che di allenatore, lascia le sponde dell'adriatico Elio Pentassuglia per trasferirsi in quel di Napoli presso la Fag Partenope, lo sostituirà Nicola Primaverili, suo allenatore in seconda.
Rispetto alla stagione precedente vengono ceduti Marcello De Stradis alla Lazio Pallacanestro, Carmine Acquaviva al Benevento e in corso di stagione Luigi Ungaro alla Sarila Rimini.
Rientra dopo un anno Pino Zingarelli dalla Libertas Lecce e viene acquistato il giovane lungo Putignano di origini leccesi dalla Mobilquattro Milano.
Miglior marcatore è Maurizio Solfrizzi con 448 p. in 22 p. seguito da Labate con 367 p. e Calderari con 335 p.. Viene eliminata al primo turno in Coppa Italia dalla Febal Pesaro.

## Rosa
| Libertas Brindisi 1973/1974 | Libertas Brindisi 1973/1974 |
| Giocatori                   | Staff tecnico               |
| --------------------------- | --------------------------- |

| N. | Naz.              | Ruolo | Nome                  | Anno | Alt.   | Peso |  |
| -- | ----------------- | ----- | --------------------- | ---- | ------ | ---- |  |
|    | Italia (bandiera) | C     | Giuseppe Antelmi      | 1950 | 193 cm |      |  |
|    | Italia (bandiera) | C     | Marcello Mazzotta     | 1957 | 190 cm |      |  |
|    | Italia (bandiera) | C     | Daniele Cecco         | 1952 | 200 cm |      |  |
|    | Italia (bandiera) | C     | Franco Putignano      | 1954 | 204 cm |      |  |
|    | Italia (bandiera) | A     | Luigi Ungaro          | 1954 | 190 cm |      |  |
|    | Italia (bandiera) | G     | Claudio Calderari     | 1944 | 182 cm |      |  |
|    | Italia (bandiera) | A     | Giovanni Pentassuglia | 1954 | 194 cm |      |  |
|    | Italia (bandiera) | A     | Piero Gioia           | 1955 | 190 cm |      |  |
|    | Italia (bandiera) | A     | Maurizio Solfrizzi    | 1955 | 189 cm |      |  |
|    | Italia (bandiera) | A     | Piero Labate ()       | 1951 | 193 cm |      |  |
|    | Italia (bandiera) | P     | Roberto Cordella      | 1957 | 184 cm |      |  |
|    | Italia (bandiera) | G     | Giuseppe Zingarelli   | 1954 | 184 cm |      |  |

| Allenatore                                 |
| - Nicola Primaverili                       |
| Assistente/i                               |
| - Giuseppe Faggiano Legenda - (C) Capitano |

## Risultati

### Stagione regolare
| Arbitri: | Pignotti (Porto San Giorgio) Del Gaudio (Assisi) |

|                                      |       |                                        |
| Calderari 20, Cecco 18, Solfrizzi 12 | Punti | Gavagnin 25, De Simone 12, Maggetti 11 |

| Pescara 11 novembre 1973 2ª giornata                                                                  | Libertas Pescara | 90 – 73 (41-37)                      | Libertas Brindisi |  |
| \| \| \| \| \| Lestini 33, Ricotta 22, Mondati 13 \| Punti \| Solfrizzi 20, Calderari 14, Cecco 14 \| |                  |                                      |                   |  |
| |                  |                                      |                   |  |
| Lestini 33, Ricotta 22, Mondati 13                                                                    | Punti            | Solfrizzi 20, Calderari 14, Cecco 14 |                   |  |

| Arbitri: | Ugatti V. (Salerno) Ugatti G. (Salerno) |

|                                       |       |                                      |
| Calderari 16, Solfrizzi 10, Labate 10 | Punti | Santoro 18, De Stradis 7, Crucitti 7 |

| Arbitri: | Cordella (Napoli) Hassan (Napoli) |

|                                  |       |                                       |
| Calabresi 15, Vento 14, Dotto 14 | Punti | Solfrizzi 32, Calderari 29, Labate 22 |

| Arbitri: | Mariani (Porto S. Giorgio) Pigotti (Porto S. Giorgio) |

|                                         |       |                         |
| D'Ottavio 20, Secondini 10, Leonboni 10 | Punti | Labate 27, Solfrizzi 21 |

| Arbitri: | Giuliano (Messina) Bonaccorso (Messina) |

|                                       |       |           |
| Labate 17, Calderari 14, Solfrizzi 12 | Punti | Ongaro 10 |

| Arbitri: | Maspese (Formia) Ravaioli (Roma) |

|                                            |       |                                       |
| Tomasella 20, Iannone 20, Napolitano R. 18 | Punti | Labate 46, Calderari 24, Solfrizzi 18 |

| Arbitri: | Hassan (Napoli) Maddaloni (Napoli) |

|                                   |       |                                  |
| Labate 20, Solfrizzi 20, Cecco 16 | Punti | Nardi 18, D'Alessio 18, Damian 8 |

| Arbitri: | Ciampaglia (Napoli) Cardella (Napoli) |

|                                      |       |                                  |
| Calderari 29, Solfrizzi 23, Cecco 11 | Punti | Lazzari 17, Trevisan 16, Rago 12 |

| Arbitri: | Compagnone (Napoli) Ugatti (Salerno) |

|                          |       |                                   |
| Sansoni 17, Menichetti 9 | Punti | Cecco 19, Solfrizzi 12, Labate 12 |

| Arbitri: | De Gregorio (Ragusa) Ruggiero (Brindisi) |

|                                   |       |                             |
| Solfrizzi 31, Labate 23, Cecco 20 | Punti | Arigliano 18, Corraretti 12 |

| Arbitri: | Zambelli (Milano) Carmina (Milano) |

|                                         |       |                                      |
| Gavagnin 31, Maggetti 30, Napolitano 14 | Punti | Calderari 22, Solfrizzi 18, Cecco 10 |

| Arbitri: | G. Ugatti (Salerno) V. Ugatti (Salerno) |

|                                       |       |                                      |
| Calderari 24, Solfrizzi 23, Labate 15 | Punti | Lestini 28, Nigrisoli 22, Ricotta 12 |

| Arbitri: | Ciampaglia (Napoli) Cardella (Napoli) |

|                                       |       |                                   |
| Santoro 25, Malamori 13, De Stradis 9 | Punti | Solfrizzi 21, Labate 15, Cecco 11 |

| Arbitri: | Ardone (Pesaro) Marino (Porto San Giorgio) |

|                                   |       |                                  |
| Labate 25, Solfrizzi 14, Cecco 13 | Punti | Vento 17, Altobelli 17, Busca 15 |

| Arbitri: | Fioretti (Livorno) Filocanapa (Livorno) |

|                                       |       |                                    |
| Labate 23, Solfrizzi 17, Calderari 12 | Punti | D'Ottavio 20, Gussoni 14, Rossi 13 |

| Arbitri: | Alliegro (Salerno) Della Corte (Napoli) |

|                                            |       |                                       |
| Belardinelli 18, Pistollato 11, Mariani 11 | Punti | Solfrizzi 28, Calderari 16, Labate 13 |

| Arbitri: | Iannascoli (Pescara) D'Urso (Pescara) |

|                                   |       |                                       |
| Solfrizzi 33, Labate 12, Cecco 11 | Punti | Romano 20, Acquaviva 12, Napolitano 8 |

| Arbitri: | Del Gaudio (Assisi) Fornari (Roma) |

|                                     |       |                                   |
| Nardi 21, Ginobile 16, De Simone 14 | Punti | Cecco 19, Solfrizzi 18, Labate 17 |

| Arbitri: | G. Ugatti (Salerno) V. Ugatti (Salerno) |

|                                 |       |                                       |
| Rago 20, Lazzari 12, Fossati 10 | Punti | Calderari 32, Solfrizzi 16, Labate 14 |

| Arbitri: | Maddaloni (Napoli) Hasson (Napoli) |

|                                      |       |                                    |
| Cecco 21, Solfrizzi 21, Calderari 16 | Punti | Sansoni 16, Martini 16, Bertuzzi 8 |

| Arbitri: | Colletti (Palermo) Romano (Palermo) |

|                                   |       |                                   |
| Capone 19, Maffei 18, Petretta 16 | Punti | Solfrizzi 28, Cecco 18, Labate 16 |

### Coppa Italia
| Arbitri: | Serra (Matera) Nicoletti (Matera) |

|                                   |       |                                       |
| Labate 22, Solfrizzi 14, Cecco 13 | Punti | Rubbolo 13, Cinciarini 12, Piccoli 11 |

| Arbitri: | Massese (Formia) Ravaioli (Colleferro) |

|                                       |       |                                       |
| Cinciarini 22, Rubbolo 15, Piccoli 12 | Punti | Labate, 13, Solfrizzi 11, Calderari 8 |

## Statistiche di squadra
| Competizione    | Punti | In casa | In casa | In casa | In casa | In casa | In trasferta | In trasferta | In trasferta | In trasferta | In trasferta | Totale | Totale | Totale | Totale | Totale | Totale |
| Competizione    | Punti | G       | V       | P       | PF      | PS      | G            | V            | P            | PF           | PS           | G      | V      | P      | PF     | PS     | DIF    |
| --------------- | ----- | ------- | ------- | ------- | ------- | ------- | ------------ | ------------ | ------------ | ------------ | ------------ | ------ | ------ | ------ | ------ | ------ | ------ |
| Serie B 1973-74 | 30    | 11      | 10      | 1       | 841     | 662     | 11           | 5            | 6            | 866          | 870          | 22     | 15     | 7      | 1711   | 1528   | +183   |
| Coppa Italia    | 2     | 1       | 1       | 0       | 63      | 54      | 1            | 0            | 1            | 53           | 65           | 2      | 1      | 1      | 116    | 119    | -4     |
| Totale          | 32    | 12      | 11      | 1       | 904     | 716     | 12           | 5            | 7            | 919          | 935          | 24     | 16     | 8      | 1827   | 1647   | +180   |

## Fonti
La Gazzetta del Mezzogiorno edizione 1973-74